# イブラヒマ・シソコ
イブラヒマ・シソコ（フランス語: Ibrahima Sissoko、1997年10月27日 - ）は、フランスとマリ共和国のサッカー選手。ポジションはMF。

## クラブ歴
2014年にスタッド・ブレスト29の下部組織に加入。翌年にトップチームに昇格した。
2018年6月7日にRCストラスブールへの移籍が発表された。

## 代表歴
年代別代表としてはフランス代表としての出場経歴があり、2017 FIFA U-20ワールドカップ、UEFA U-21欧州選手権2019に参加した。

## 私生活
生まれはフランスであるが、血筋はマリに持っている。